# Letzibrücke
Die alte Letzibrücke, auch Neckerbrücke Ganterschwil genannt, ist eine gedeckte Holzbrücke über den Necker im Schweizer Kanton St. Gallen. Die Brücke liegt im Toggenburg auf dem Gebiet der Gemeinden Bütschwil-Ganterschwil (linke Flussseite) und Lütisburg (rechte Flussseite).

## Konstruktion
Die überlagerte einfache Hängewerk- und Sprengwerkbrücke mit Sattelhölzern über den zwei Jochen ist in drei Felder unterteilt. Seit 1916 ist das Satteldach mit Eternit-Platten gedeckt.

## Geschichte
Der Necker war schon im Mittelalter ein wichtiger Flussübergang für Ganterschwil. Anstelle einer Furt wurde 1691 ein Steg erstellt. Die heutige Pfahljochbrücke wurde 1853 gebaut.  Sie ersetzte eine offene Holzbrücke von 1824, die nach der Schneeschmelze 1852 in den Fluten verschwand. Zur Vergrösserung der Durchfahrtshöhe wurden 1909 alle oberen Querriegel herausgesägt.

## Erhaltenswertes Objekt
Die Brücke ist denkmalgeschützt (regionales Kulturgut in Ganterschwil und Lütisburg).

## Nutzung
1969 übernahm die betonierte Hochbrücke 130 Meter flussaufwärts den Verkehr. Seither dient die alte Letzibrücke nur noch Fussgängern. Die gedeckte Brücke kann für Anlässe gemietet werden.

## Naturschutzgebiet
Das Gebiet bei der Brücke ist im Bundesinventar der Landschaften und Naturdenkmäler von nationaler Bedeutung (BLN) aufgeführt.
Das Bauwerk befindet sich im national geschützten Auengebiet Thur und Necker bei Lütisburg.